# 祝世喬
祝世喬（1516年—1586年），字子遷，號槐門，浙江杭州府海寧縣人，匠籍，明朝政治人物。

## 生平
嘉靖四十三年（1564年）甲子浙江鄉試第五十二名舉人。隆慶二年（1568年）中式戊辰科會試第一百十四名，三甲第五十名進士。授莆田县知县，擢刑部主事，歴员外、郎中，官至浔州府知府。

## 家族
曾祖祝涇；祖父祝昌祚；父祝繼弘，母沈氏。慈侍下。兄世奎、世壁、世賓、世欽。弟世登。